# Stazione di Boiano
La stazione di Boiano è una stazione ferroviaria impresenziata, posta lungo la ferrovia Campobasso-Isernia, a servizio del comune di Bojano (CB).

## Strutture e impianti
La stazione è gestita da Rete Ferroviaria Italiana (RFI), che la colloca nella categoria "Bronze". Il fabbricato viaggiatori è una struttura su due livelli di color rosa; la struttura è molto semplice, con pianta rettangolare. Il primo piano ospita abitazioni, mentre al piano terra trovano posto i servizi per il viaggiatore (la sala d'attesa e la biglietteria self-service) ed un bar-tabaccheria (dal lato binari) e l'Associazione Nazionale Carabinieri nei locali che affacciano direttamente sulla strada. La facciata del fabbricato viaggiatori dà su Corso Amatuzio ed è preceduta da una breve tettoia in cemento armato. La facciata posteriore dà sui quattro binari, tre passanti ed uno tronco (che è stato scollegato però dalla linea), di cui due (il primo ed il secondo) utilizzati dai treni che si fermano in stazione. Fra il primo ed il secondo binario, si trova un marciapiede, raggiungibile mediante una passerella ferroviaria.
La stazione disponeva di uno scalo merci con annesso magazzino smantellato alla fine degli anni ottanta. Di esso restano il magazzino e i locali tecnici, tutti in discrete condizioni, pur essendo abbandonati.

## Servizi
La stazione dispone di:
- Biglietteria self-service
- Sala d'attesa
- Bar e tabaccheria
- Parcheggio per auto